# Призрак свободы
«Призрак свободы» (фр. Le fantôme de la liberté) — кинофильм режиссёра Луиса Бунюэля, вышедший на экраны в 1974 году.

## Сюжет
Серия сюрреалистических эпизодов, на первый взгляд не связанных между собой. Некий господин под секретом вручает десятилетней девочке пачку фотографий. Её родители — буржуазная пара — рассматривает эти фотографии как порнографические, но на самом деле это фотографии парижских памятников и зданий. Женщина средних лет едет в провинцию к умирающему отцу и останавливается на ночь в небольшой провинциальной гостинице. В каждом номере гостиницы происходят странные, необычные события, смешивающие воедино религию, безнравственность и сексуальные девиации. Маленькая девочка исчезает в школе, и её поиски организуются полицией в её присутствии и с её же помощью. Мишенью фильма становятся ханжество, церковь, полиция.
В мире Бунюэля все переворачивается с ног на голову, и между эпизодами возникают картины репрессий с криком за кадром «Долой свободу!».

## В ролях
- Жан-Клод Бриали — месье Фуко
- Моника Витти — мадам Фуко
- Поль Франкёр — хозяин гостиницы
- Франсуа Местр — профессор
- Клод Пьеплю — комиссар
- Мари-Франс Пизье — мадам Кальметт
- Жан Рошфор — месье Лежандр
- Бернар Верлей — капитан
- Милена Вукотич — медсестра
- Адриана Асти — дама в чёрном; сестра первого префекта полиции
- Жюльен Берто — первый префект полиции
- Мишель Пикколи — второй префект полиции
- Мишель Лонсдаль — шляпник
- Паскаль Одре — мадам Лежандр
- Анн-Мари Дешотт — Эдит Розенблюм

## Интересные факты
Название фильма уже присутствовало в одной фразе, произнесенной в картине «Млечный путь» («Ваша свобода есть лишь призрак»), оно является как бы скромной данью Карлу Марксу — написавшему в самом начале «Коммунистического манифеста» о «призраке коммунизма», который «бродит по Европе». Свобода, которая в первой же сцене фильма выглядела свободой политической и социальной (она навеяна подлинными событиями, испанский народ действительно кричал, из чувства ненависти к либеральным порядкам Наполеона, при возвращении на трон Бурбонов: «Да здравствуют цепи!»), затем получала другой смысл — свобода художника и творца столь же иллюзорна, как и всякая другая.
Луис Бунюэль о фильме:

Этот весьма честолюбивый фильм было трудно писать и ставить. Он представлялся мне несколько отчужденным. Некоторые эпизоды, естественно, затмевают другие. И все равно это один из тех фильмов, которым я отдаю предпочтение. Я считаю, что его замысел интересен, мне нравится любовная сцена между теткой и племянником, мне нравятся сцены поиска потерявшейся девочки, которая никуда не исчезала (об этом сюжетном ходе я думал уже долгое время), сцена с двумя префектами полиции, посещающими кладбище как дань далекому воспоминанию о кладбище святого Мартина, и финал в зоосаде — с упрямо глядящим в объектив страусом, ресницы которого кажутся фальшивыми.
Сегодня, раздумывая над «Млечным путём», «Скромным обаянием буржуазии» и «Призраком свободы», сделанными по оригинальным сценариям, я представляю их своеобразной трилогией или, скорее, средневековым триптихом. Одни и те же темы, подчас те же фразы встречаются во всех трех картинах. Они говорят о поиске истины, от которой надо бежать, едва она открыта, о неумолимой силе социальной рутины. Они говорят о необходимости поиска, о случайностях, о морали, о тайне, которую надо уважать.
Ещё мне хочется добавить, что четыре испанца, которых расстреливают в начале картины французы, — это Хосе Луис Баррос (самый великий из всех), Серж Зильберман (с повязкой на лбу), Хосе Бергамин в роли священника и я сам, скрытый под бородой и сутаной священника.
— Л. Бунюэль. Мой последний вздох. Серия «Бунюэль о Бунюэле». — М.: Радуга, 1989.